# Richard Dimbleby
Frederick Richard Dimbleby (Richmond upon Thames, 25 mai 1913 - Londres, 22 décembre 1965) est un commentateur britannique du petit écran télévisé, figure incontournable des grands reportages de la BBC depuis la fin des années 1930.
Il commence par travailler dans la presse écrite avant de rejoindre la British Broadcasting Corporation, la radio nationale britannique, en 1936 comme chroniqueur pour les nouvelles du jour. 

## Seconde Guerre mondiale
Il est correspondant de guerre pendant le deuxième conflit mondial. En 1939, il accompagne le Corps expéditionnaire britannique en France. Après l’évacuation de Dunkerque, le 3 juin 1940, il est présent sur les fronts du Moyen-Orient en 1941, d’Afrique de l'Est, de Libye puis en Grèce. 
Il couvre le débarquement de Normandie en 1944. Il accomplit également vingt missions aériennes avec les bombardiers de la RAF, au-dessus de l’Allemagne. En 1945, il est le premier reporter à pénétrer dans le camp de concentration de Bergen-Belsen et le premier aussi à rentrer dans Berlin. 
Pour sa bravoure durant le conflit mondial, il est nommé, le 25 juin 1946, Officier de l’Ordre de l'Empire britannique (OBE), à titre civil. 

## Après-guerre
Après la guerre il devient le commentateur le plus prisé des grands événements nationaux. Ce fut ainsi lui qui commenta les grands moments de la vie publique des Britanniques qui seront présentés à la télévision : le premier relais de l'Eurovision (1951) les funérailles du roi George VI en 1952, le couronnement de la reine Élisabeth II en 1953, le mariage de la princesse Anne et les funérailles de Winston Churchill, funérailles du président américain John F. Kennedy et de plusieurs autres grands événements internationaux, dont le dernier, la visite du pape Paul VI à l'ONU en 1965. 
Dimbleby sera aussi l'animateur de l'émission d'affaires publiques, Panorama.

## Reconnaissances
- Commandeur de l’Empire britannique (CBE) le 13 juin 1959[3].
- En 2013, une Blue plaque est inaugurée sur son domicile londonien.